# Надіша
Надіша (рум. Nadișa) — село у повіті Бакеу в Румунії. Входить до складу комуни Стругарі.
Село розташоване на відстані 236 км на північ від Бухареста, 17 км на захід від Бакеу, 97 км на південний захід від Ясс, 127 км на північний схід від Брашова.

## Населення
За даними перепису населення 2002 року у селі проживали 327 осіб, усі — румуни. Усі жителі села рідною мовою назвали румунську.